# DTOX
DTOX es el undécimo álbum del cantante cristiano Alex Zurdo, lanzado el 7 de enero de 2022 por su sello AZ Music.
El álbum se caracteriza por el estilo urbano de Alex Zurdo, donde hay una combinación de ritmos entre el reguetón, trap y pop. De este álbum, se desprenden sencillos como: «Pentagrama» y «Cuando yo te conocí» entre otros. En este álbum, están incluidas las participaciones de Alex Campos, Christian Ponce, AZ Family (su esposa Denisse y sus dos hijos), Jay Kalyl, El Leo Pa, Mr. Yeison y Gaona.

## Promoción y lanzamiento
Luego de su participación en el álbum Uno, Alex habló de un próximo proyecto, el cual sería el primer EP de su carrera. Los sencillos del álbum fueron «Cuando yo te conocí» junto a su familia, «Pentagrama», y la remezcla junto a Alex Campos. Al momento de su lanzamiento, también subió a sus plataformas digitales el vídeo oficial de «Me Río» junto al rapero dominicano Mr. Yeison. En mayo, sería lanzado Adelante alante con vídeo oficial producido por Ivan 2Filoz.

## Lista de canciones
| N.º   | Título                                     | Productor (es)    | Duración |  |
| 1.    | «Alante alante»                            | EFKTO             | 2:48     |  |
| 2.    | «Cuando yo te conocí» (con AZ Family)      | Obrinn            | 3:42     |  |
| 3.    | «Pórtate bien»                             | Los De La Fórmula | 3:29     |  |
| 4.    | «Pentagrama»                               | Niko Eme          | 3:17     |  |
| 5.    | «DTOX» (con Christian Ponce)               | EFKTO             | 3:57     |  |
| 6.    | «Me río» (con Mr. Yeison)                  | EFKTO             | 3:20     |  |
| 7.    | «Sin pensarlo» (con Gaona)                 | Kaldtronik, Emil  | 3:44     |  |
| 8.    | «Cerca de ti» (con Jay Kalyl y El Leo Pa') | ITO Martis        | 3:49     |  |
| 9.    | «Pentagrama» (con Alex Campos)             | Niko Eme          | 3:17     |  |
| 31:27 |                                            |                   |          |  |